# لوسیا پیوسی
لوسیا پیوسی (انگلیسی: Lucia Piussi؛ زادهٔ ۱ ژانویهٔ ۱۹۷۱) خواننده، و هنرپیشه اهل اسلواکی است.